# عبد القادر رزيق المخادمي
عبد القادر رزيق المخادمي هو باحث جزائري كتب على نطاق واسع في العلوم السياسية والعلاقات الدولية. ولد في قرية مخادمة بولاية بسكرة بالجزائر.
ألف رزيق أكثر من 50 كتابًا في العلوم السياسية والعلاقات الدولية.
التحق رزيق بجامعة الجزائر بين عامي 1974 و 1979 وتخرج منها بدرجة البكالوريوس في القانون والعلوم الإدارية.

## النشأة والخلفية الأسرية
ولد رزيق في الجزائر عندما كانت تحت الاحتلال الفرنسي. عاش والده في فرنسا بينما كان هو يعتني بأسرته. التحق بالمدرسة المحلية في الخامسة من عمره لدراسة القرآن. ثم ذهب إلى الجزائر لحضور المدرسة الثانوية ثم جامعة الجزائر . 
يتتبع رزيق جذور عائلته إلى حسن بن علي ، الابن الأكبر لعلي وفاطمة وحفيد النبي محمد .

## حياة مهنية
مارس رزيق التدريس والإدارة ، وعمل في الإعلام لأكثر من عشرين عامًا ، كمراسل لصحف عربية وعالمية ، وأجرى تحقيقات دولية في عدة دول ، أبرزها: فيتنام وتايلاند وروسيا وألمانيا وإيطاليا. 

## كتب
صدرت كتب رزيق في الجزائر ومصر وسوريا ولبنان. تمت ترجمة بعض أعماله إلى الفرنسية. 
في عام 2002 ، نشر رزيق كتاب "هجرة الكفاءات العربية" للنظر في هجرة المثقفين العرب إلى الغرب. 
في عام 2005 ، أصدر كتاب "النزاعات في القارة الإفريقية" لمناقشة النزاعات الدولية في إفريقيا. 
في عام 2005 ، نشر كتاب "مشروع الشرق الأوسط الكبير" لمناقشة التحولات السياسية في الشرق الأوسط. 
في عام 2007 ، نشر كتاب "التعاون العربي الأفريقي" لمناقشة التعاون الدولي بين دول آسيا وأفريقيا. 
بين عامي 2011 و 2017 ، كتب رزيق كتابًا من عدة أجزاء بعنوان "من أدب الرسائل" في شكل رسائل إلى ابنه الملتحق بالجامعة في الولايات المتحدة الأميركية. 